# Web part
Web Part (Частинки веба), також відомі як Web Widgets, це фреймворк ASP.NET 2.0 і вище, призначений для створення вебсторінок, що складаються з багатьох незалежних частин. За задумом, користувач має можливість повністю налаштовувати сторінку, створену за допомогою Web Part, як-от: переміщувати частинку на будь-яке місце, мінімізовувати її як будь-яке вікно, закривати чи вилучати зі сторінки, додавати нові частинки з каталогу тощо.
Частинки мають механізм власного редагування і пов'язування з іншими частинками за допомогою створення connection.
Переваги: за допомогою Web Part можна з легкістю створити вебпортал.
Недоліки: повноцінно працює тільки в браузері MS Internet Explorer, кожна зміна в окремій частині викликає повний цикл перемальовування в усіх частинках.
Web Part можуть також використовуватися для створення аддонів у Windows SharePoint Services.